# Tasgius
A Tasgius  a rovarok (Insecta) osztályának a bogarak (Coleoptera) rendjéhez, ezen belül a mindenevő bogarak (Polyphaga) alrendjéhez és a holyvafélék (Staphylinidae) családjához tartozó nem. Korábbi rendszertanokban mint az Ocypus nem alneme szerepelt.

## Magyarországon előforduló fajok
- Tasgius (Stephens, 1829)
  - Füstös holyva (Tasgius ater) (Gravenhorst, 1802) (=Ocypus ater, Staphylinus ater)
  - Kékes holyva (Tasgius pedator) (Gravenhorst, 1802) (=Ocypus  pedator)